# 이재웅 (기업인)
이재웅(李在雄, 1968년 10월 22일~)은 대한민국의 기업인이다. 연세대학교 컴퓨터과학과를 졸업하고 프랑스에서 인지과학을 공부했다. 이후 한국으로 돌아와 이택경, 고 박건희와 함께 1995년 2월 다음커뮤니케이션을 설립한다.  이후 1997년 한메일을 시작으로 인터넷 비즈니스를 본격화, 1999년 다음 카페 등을 런칭하였다.
네이버의 성장으로 다음이 1위를 내어준 이후, 석종훈에게 (주)다음커뮤니케이션의 대표를 넘겨주었으며, 2008년 6월 다음을 퇴사해 현재는 다음의 대주주 지위(2012년 10월 현재 16.3%)만을 유지하고 있었다가 2014년 10월 카카오와 다음의 합병으로 대부분 매각하여 현재 3.3%의 지분을 갖고 있다.
기업경영 외에도 사회활동에 관심을 갖고 있어, 2001년 다음세대재단을 설립해 정보화 격차 해소 등의 활동을 벌여왔으며 2008년 9월 제주도에서 개최된 혁신적인 글로벌 컨퍼런스 LIFT ASIA가 한국에서 개최되는데 기여했다.
KBS 9뉴스의 앵커였던 전 KBS 아나운서 황현정과 결혼하였다.
다음 퇴사 이후 에스오피오오엔지라는 스타트업 투자 기업에 있었다가, 2018년 4월부터는 쏘카 대표를 맡고 있다.
2018년 3차 남북정상회담에 특별수행원 자격으로 동행하였다.